# Nichtakademischer Titel
Nichtakademische Titel unterscheiden sich von akademischen Graden dadurch, dass sie von staatlichen Stellen bzw. von einer Körperschaft des öffentlichen Rechts als staatliche Bezeichnung außerhalb von Hochschulen vergeben bzw. verliehen werden und keine hierarchischen bzw. Dienst- oder Amtsbezeichnungen sind.
Im deutschen Kaiserreich bis 1918 wurden nichtakademische Titel in Form von Ehrenbezeichnungen verliehen (ähnlich in der Habsburgermonarchie). Diese Titel nahmen in der Regel Bezug zur konkreten Tat, für die der Ausgezeichnete geehrt worden ist, Beispiel: Standartenträger von Mars-la-tour

## Deutschland
§ 2 des Ordensgesetzes berechtigt den Bundespräsidenten, nach Maßgabe eines Gesetzes Titel zu vergeben. Da kein entsprechendes Gesetz erlassen wurde, werden Titel nur auf Landesebene vergeben.
Auf Landesebene werden folgende Titel vergeben:

### Baden-Württemberg
Nach dem Gesetz über Auszeichnungen des Landes Baden-Württemberg kann der Ministerpräsident die Bezeichnung Professor oder Professorin als Ehrentitel verleihen. Die Verleihung anderer, gesetzlich nicht näher bestimmter Titel ist im Prinzip ebenfalls möglich.

### Bayern
Titel, die nicht mit einem Amt oder Beruf in Verbindung stehen, dürfen in Bayern gemäß Art. 118 Abs. 4 der Bayerischen Verfassung nicht verliehen werden.
In Bayern werden folgende Titel verliehen
- Bayerischer Staatsschauspieler,
- Bayerischer Kammerschauspieler,
- Bayerischer Kammersänger,
- Bayerischer Kammertänzer und
- Bayerischer Kammervirtuose.

Diese Dienstbezeichnungen werden ausschließlich im Rahmen eines Dienstvertrags an den Bayerischen Staatstheatern oder für Künstler verliehen, die wie Ensemblemitglieder an den Bayerischen Staatstheatern auftreten und die erforderlichen Anforderungen erfüllen. Voraussetzungen sind eine mindestens fünfjährige Zugehörigkeit zu den Bayerischen Staatstheatern und herausragende künstlerische Leistungen. Auf Vorschlag der Intendanz eines Staatstheaters kann das Bayerische Staatsministerium für Wissenschaft und Kunst das Recht verleihen, die entsprechende Bezeichnung zu führen.

### Berlin
In Berlin werden folgende Titel verliehen:
- Berliner Staatsschauspieler,
- Berliner Kammersänger,
- Berliner Kammervirtuose und
- Berliner Kammertänzer.

### Bremen
In Bremen wird aufgrund von Einzelbeschlüssen des Senats folgender Titel verliehen:
- Kammersänger

### Hamburg
In Hamburg werden folgende Titel verliehen:
- Kammersänger
- Kammermusiker
- Professor

### Nordrhein-Westfalen
In Nordrhein-Westfalen wird folgender Titel verliehen:
- Professor

### Rheinland-Pfalz
In Rheinland-Pfalz werden aufgrund der Prärogative des Ministerpräsidenten folgende Titel verliehen:
- Justizrat
- Sanitätsrat
- Ökonomierat

### Saarland
Im Saarland können nach der 1934 als Reichsverordnung erlassenen, nun als Landesrecht fortgeltenden und mehrfach geänderten Verordnung über Titel folgende Titel verliehen werden:
- Professor
- Sanitätsrat
- Justizrat
- Generalintendant
- Staatsschauspieler
- Kammersänger
- Kammermusiker
- Ökonomierat
- Technologierat

### Sachsen
Im Freistaat Sachsen werden an Mitglieder der Ensembles der Sächsischen Staatsoper Dresden und der Landesbühnen Sachsen folgende Titel vergeben:
- Kammersänger,
- Kammermusiker und
- Kammervirtuose.

Daneben gibt es Initiativverleihungen von Ehrentiteln durch den Staatsminister für Wissenschaft und Kunst, zum Beispiel an freischaffende Künstler.

### Schleswig-Holstein
In Schleswig-Holstein werden aufgrund des Erlasses des Ministerpräsidenten vom 27. Juli 1964 folgende Titel verliehen:
- Staatsrat
- Staatssekretär
- Landesrat

### Andere Bundesländer
In Hessen wird seit 2006 der Titel Ehrenprofessor vergeben, den auch Brandenburg vergibt.

### Geschichte
In der deutschen Geschichte bis 1918 wurden eine Vielzahl von Titeln vergeben. Siehe hierzu den Abschnitt Ehemalige Titel.
Artikel 109 Absatz 4 der Weimarer Verfassung regelte „Titel dürfen nur verliehen werden, wenn sie ein Amt oder einen Beruf bezeichnen“ und beendete damit zunächst die Tradition der Ehrentitel.
Nach der Machtergreifung der Nationalsozialisten wurden Titel aufgrund der Gesetze von 1933 und 1937 wieder eingeführt.
Die Erste Verordnung über die Verleihung von Titeln vom 27. August 1937 erneuerte den Ehrentitel Professor. Die Zweite Verordnung über die Verleihung von Titeln vom 22. Oktober 1937 enthielt zusätzlich die Titel Generalintendant, Generalmusikdirektor, Staatsschauspieldirektor, Staatsoperndirektor, Staatskapellmeister, Staatsschauspieler, Kammersänger, Kammervirtuose und Kammermusiker. Die Dritte Verordnung über die Verleihung von Titeln vom 18. Oktober 1938 regelte unter anderem den Bau-, Sanitäts-, Veterinär- und Justizrat-Titel.
Nach dem Zweiten Weltkrieg wurden diese Verordnungen durch § 17 Nr. 5–7 des Ordensgesetzes vom 26. Juli 1957 aufgehoben (BGBl. I S. 844, 847).

## Österreich
Siehe Berufstitel.

## Ehemalige Titel
- Baurat (Bau-R.) / Geheimer Baurat
- Bergrat
- Hofbaurat / Geheimer Hofbaurat
- Justizrat / Geheimer Justizrat
- Kommerzienrat (Kom.-R.) (in Österreich: Kommerzialrat) / Geheimer Kommerzienrat (Geh. Kom.-R.)
- Medizinalrat / Geheimer Medizinalrat
- Ökonomierat / Geheimer Ökonomierat, Ökonomierat (Bayern)
- Regierungsrat (Reg.-R.) / Geheimer Regierungsrat (Geh. Reg.-R.)
- Regierungs- und Baurat / Geheimer Regierungs- und Baurat
- Geheimer Archivrat
- Generalsuperintendent (Gen.-Sup.), als kirchlicher Titel aber weiter in Gebrauch
- Hofrat
- Landwirtschaftsrat
- Forstrat
- Kommissionsrat
- Obertribunalrat (Ob.Trib.R.)
- Rat
- Staatsrat (Staats-R.)

Vgl. auch als „fachübergreifend“:
- Geheimrat (Geheim-R.)
- Wirklicher Geheimrat (Wirkl. Geh.-R.)

Alle Dienstbezeichnungen von Beamten und Militärs sind zunächst nicht daran gebunden, ob der Träger eine akademische Ausbildung hat. Das gilt auch für politische Beamte, wie Beigeordnete, Bürgermeister oder Staatssekretäre. Gleiches gilt für militärische Rangbezeichnungen. Auch der General ist nicht notwendigerweise Akademiker. Daher können die vorstehenden Titel sowohl Akademiker als auch Nichtakademiker tragen. Akademische Bezeichnungen sind beispielsweise Prof., Dr., Dipl., grad.
Die Rangfolge der Titel sieht dementsprechend folgendermaßen aus:
1. Militärischer Rang
2. Akademischer Grad
3. Nichtakademischer Titel
4. Adelstitel

Ein Beispiel wäre:
Major Dr. phil. Leg.-R. Graf von … zu … Mustermann
Nichtakademische Titel muss man unterscheiden zwischen den Angehörigen von echten Beratungs- und Beschlussgremien der Regierung, die in einigen deutschen Staaten vom 16. bis zum 19. Jahrhundert oft als Geheimer Rat bezeichnet wurden, so dass deren Mitglieder auch Geheimrat genannt wurden.
Bei den Beamten bezeichnet Rat einen hohen Rang und hat einen Anklang daran, dass dieser stimmberechtigtes Mitglied eines Kollegiums ist oder war: Regierungsrat, Reichsgerichtsrat, Landgerichtsrat.
Der Zusatz Geheimer drückte eine höhere Rangstufe aus, das Prädikat Wirklicher zeigte die höchste Stufe an: Wirklicher Geheimer Rat – in diesem Fall stand dem Träger der Bezeichnung die Anrede „Exzellenz“ zu.
Alle diese Titel waren grundsätzlich offizielle Bezeichnungen für Beamte, wurden aber bei besonderen Verdiensten auch als Ehrenbezeichnungen verliehen.

## Meistertitel
Titel der Gesellen, Facharbeiter und Meister sind echte Berufstitel, vergleichbar mit manchen Dienstbezeichnungen (etwa Kriminalhauptkommissar) und im Gegensatz zu den akademischen Graden. Sie sind in Deutschland verbindlich durch die Handwerksordnung geregelt.